# Peter Momber
Peter Momber (4 gennaio 1921 – 23 gennaio 1975) è stato un calciatore tedesco, di ruolo centrocampista.

## Carriera

### Nazionale
Con la nazionale della Saar collezionò dieci presenze ed una rete.

## Palmarès

### Club

#### Competizioni nazionali
- Ehrenliga Saarland: 1

Saarbrücken: 1950-1951